# Microrregión de Recife
La Microrregión del Recife está formada por ocho municipios, incluyendo la capital de mismo nombre y el municipio más antiguo del estado, Patrimonio Cultural de la Humanidad, Olinda. Su  economía se basa en comercio, servicios e industria. Los pólos industriales son concentrados en la capital, y en Jaboatão dos Guararapes,  Paulista y Abreu e Lima.
Su población es de 3.274.441 habitantes, a un área total de 1.250,3 km² y con una densidad demográfica de 2.618,92 habitantes/km².

## Municipios
| Municipio               | Población |
| ----------------------- | --------- |
| Abreu e Lima            | 92.242    |
| Camaragibe              | 136.381   |
| Jaboatão dos Guararapes | 665.387   |
| Moreno                  | 52.830    |
| Olinda                  | 391.433   |
| Paulista                | 307.284   |
| Recife                  | 1.533.580 |
| São Lourenço da Mata    | 95.304    |
| Total                   | 3.274.441 |

- Datos: Q1906441